# Neophoenix matoposensis
Neophoenix matoposensis är en bladmossart som beskrevs av Robert Zander och During 1999. Neophoenix matoposensis ingår i släktet Neophoenix och familjen Pottiaceae. Inga underarter finns listade i Catalogue of Life.